# 孙瑾
孙瑾（?—?），中国三国时代东吴末代皇帝孙皓的长子，宝鼎四年（269年）春正月，孙皓立孙瑾为皇太子，以此身分經歷了十一年。天纪四年（280年）三月孙皓降晋朝，东吴政权灭亡。晋武帝赐孙皓号为归命侯，原太子孙瑾为中郎，諸子為王者為郎中。

## 延伸阅读
[在维基数据编辑]
 《元史·卷197》，出自宋濂《元史》